# Михайло Кезгайлович
Миха́йло Кезга́йлович (лит. Mykolas Kęsgaila; близько 1405 —†1474) — державний діяч Великого князівства Литовського, намісник смоленський (1451-1458), воєвода віленський (з 1458), великий канцлер литовський (з 1466).

## Біографія
Був поплічником великого князя литовського Казимира IV Ягеллончика. Під час його відсутності у Великому князівстві Литовському (в період участі у Тринадцятирічній війні) керував всіма державними справами.
Хоча й був католиком, проте виступив проти Флорентійської унії і у 1451 році погодився визнати верховенство митрополита Іона Одноушева над православними у Великому князівстві Литовському.
У 1451 році від великого князя Казимира отримав у власність частину Лукомльської волості, села Дворець та Єльну у Новогрудському повіті, волость Бакшти у Мінському повіті, У 1465 році — Любчу на Німані і Раків на землях колишнього Заславського князівства.
Засновник каплиці Благовіщення у Кафедральному соборі Святого Станіслава Вільнюса.